# Ion Rusu Abrudeanu
Ion Rusu Abrudeanu (n. 14 decembrie 1870, Abrud-Sat, județul Alba – d. 21 august 1934, București) a fost publicist, om politic, deputat și senator român.

## Biografie
A urmat cursurile școlii primare în localitatea natală, apoi a urmat cursurile secundare la Brad, Sibiu și Brașov. A luat bacalaureatul în anul 1888.
A început activitatea publicistică în anii 1890-1891. A refuzat să se înroleze în armata austro-ungară și s-a refugiat în România. A colaborat la mai multe publicații, printre care "Timpul", "Conservatorul", "Adevărul" și "Dimineața". Între 1900-1914 și-a condus propria revistă, "România ilustrată", în paralel cu colaborarea la alte gazete.
Înainte de anul 1916 a militat pentru intrarea României în Primul Război Mondial alături de Antanta. Pentru aceasta a fost declarat "persona non-grata" de către mareșalul german Anton Ludwig August von Mackensen după semnarea Păcii de la Buftea în anul 1918. După încheierea Primului Război Mondial a intrat în politică, devenind membru al Partidului Național Liberal. A fost ales deputat în anul 1920, iar între 1931-1932 a fost senator de Alba.
A murit pe 31 august 1934 la București, fiind înmormântat în Cimitirul Bellu.

## Lucrări
- Veche întâmplare
- Habsburgii, ungurii și românii (1915)
- Pacostea rusească (1920)
- Românii și războiul mondial (1921)
- Moții, calvarul unui popor eroic, dar nedreptățit (1928)
- Miron Cristea (1929)
- Păcatele Ardealului față de sufletul vechiului regat (1930)
- Aurul românesc, istoria lui din vechime până azi (1933)
- Tragedia aurului (1934)